# Basidiobolus microsporus
Basidiobolus microsporus är en svampart som beskrevs av R.K. Benj. 1962. Basidiobolus microsporus ingår i släktet Basidiobolus och familjen Basidiobolaceae.   Inga underarter finns listade i Catalogue of Life.